# Șendreni
Șendreni is een Roemeense gemeente in het district Galați.
Șendreni telt 3392 inwoners.